# Klein Süntel
Klein Süntel ist einer von 16 Ortsteilen der Stadt Bad Münder am Deister im Landkreis Hameln-Pyrmont in Niedersachsen.

## Geografie
Klein Süntel liegt im Naturpark Weserbergland Schaumburg-Hameln als Sackgassenort am Ende der Kreisstraße 71. Der Ort befindet sich etwas abseits der Bundesstraße 217 zwischen Springe und Hameln am Südosthang des Süntels. Klein Süntel  geht baulich direkt in den Ortsteil Flegessen über. Durch seine erhöhte Lage am Berghang bietet sich von Klein Süntel aus ein weiter Blick über das Tal der Hamel bis zum Ith.

## Geschichte

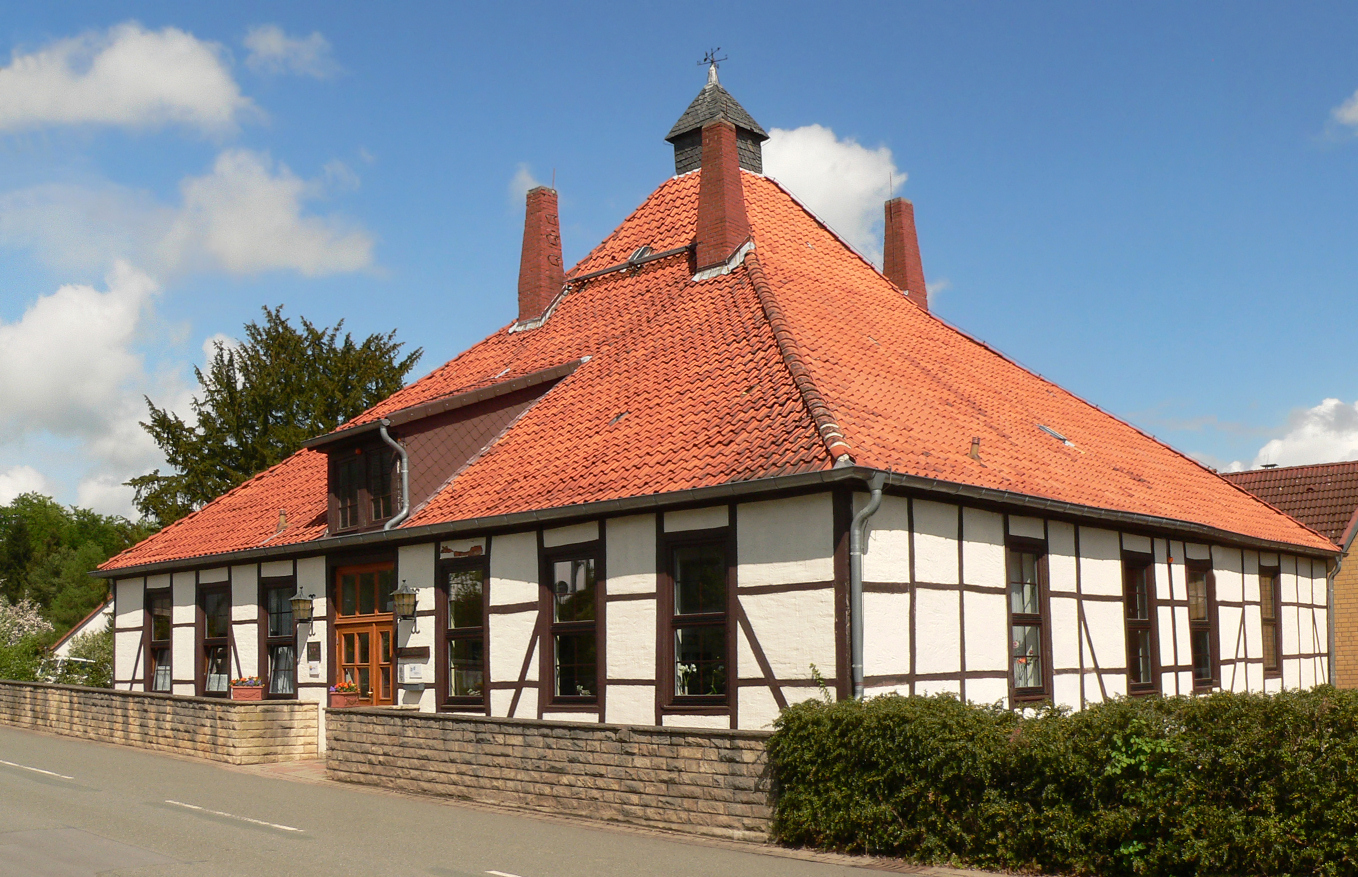
Das ehemalige Gebäude der Glashütte Klein Süntel

Im Ort bestand die um das Jahr 1620 erstmals urkundlich erwähnte Glashütte Klein Süntel, die bis zu ihrer Stilllegung 1886 Grünglas in Form von Flaschen produzierte. Seit 2011 kommt es zu archäologischen Untersuchungen der abgerissenen Betriebsanlagen, in denen ein früherer Glashüttenturm vermutet wird.
Zeitweise wurde in Klein Süntel Bergbau betrieben, um Steinkohle aus dem Süntel zu fördern. Davon zeugen noch Stollenausgänge und Abraumhalden im Wald.
Das Dorf Klein Süntel wurde am 1. Januar 1973 durch die Gebietsreform als einer von 16 Ortsteilen zur Stadtgemeinde Bad Münder zusammengelegt.

## Politik
Ortsbürgermeister ist Cordt-Hinrich Piephoh (CDU).
Klein Süntel hat einen gemeinsamen Ortsrat mit den Nachbarorten Hasperde und Flegessen.

## Wirtschaft und Infrastruktur
In Gemeinschaft der Dörfer mit den Nachbarortsteilen Hasperde und Flegessen ist Klein Süntel wiederholt für die Vielzahl an dörflichen Aktivitäten und das hohe ehrenamtliche Engagement seiner Einwohner ausgezeichnet worden. 2013 wurde die von Bürgern aus Flegessen, Hasperde und Klein Süntel gegründete „Ideenwerkstatt Dorfzukunft“ beim Bundeswettbewerb „Neue Nachbarschaft“ von der „Montag Stiftung Urbane Räume“ für die „vielen engagierten, kreativen Projekten“ als ein „Beispiel für mehr Lebensfreude auf dem Land statt Landflucht“  ausgezeichnet. Ebenso gewann die Dörfergemeinschaft 2013 den „Deutschen Bürgerpreis“ der Sparkassenstiftung Weserbergland.